# Rue Vitruve
La rue Vitruve est une voie située dans le quartier de Charonne du 20e arrondissement de Paris.

## Situation et accès
Elle se situe à quelques centaines de mètres de la place Gambetta, entre la porte de Bagnolet et la porte de Montreuil, au cœur de l'ancien village de Charonne. La rue Vitruve part de la place de la Réunion et arrive boulevard Davout. Elle a une longueur de 810 mètres pour une largeur d'environ 15 mètres.

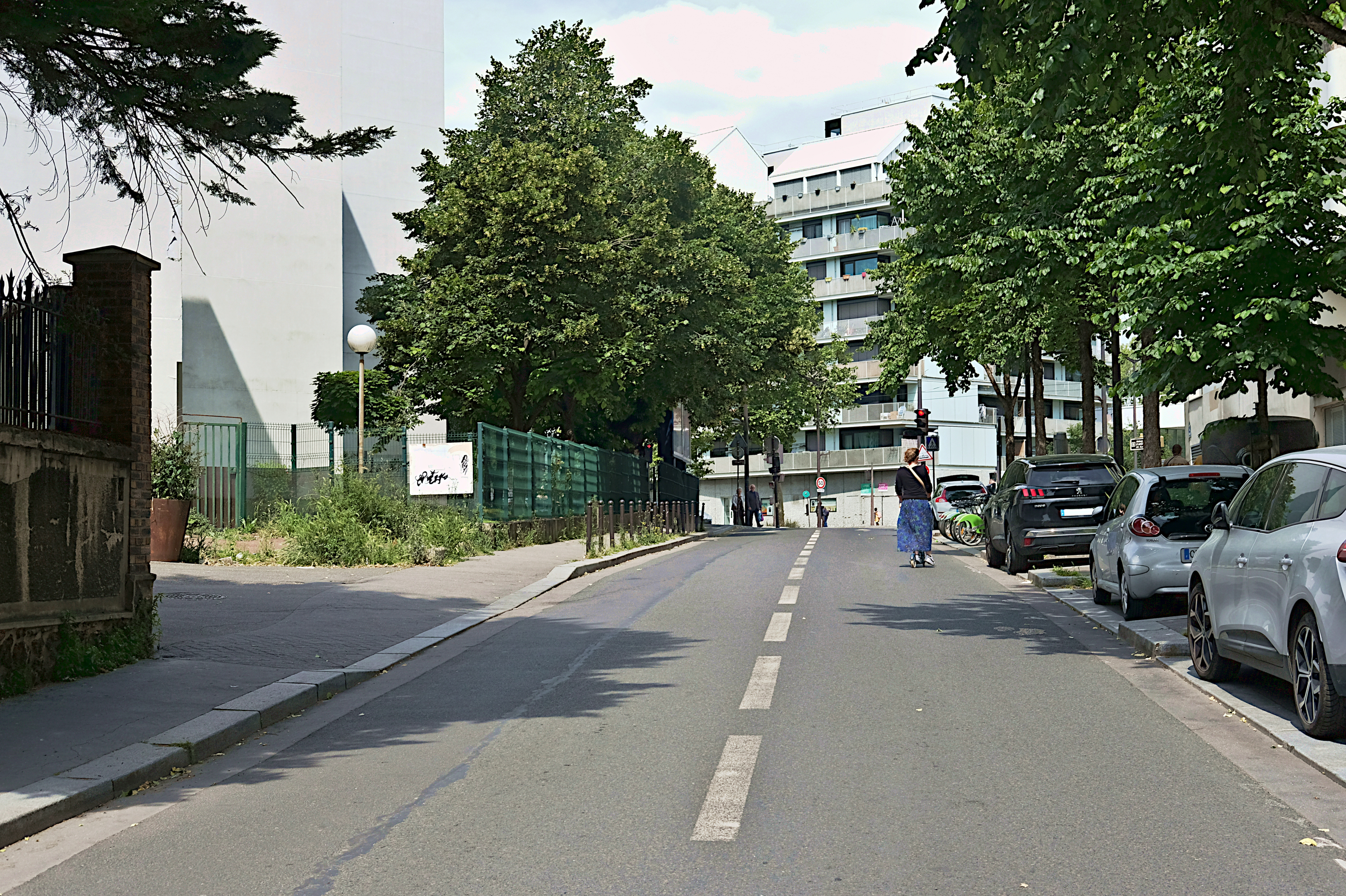
Vers le boulevard Davout.
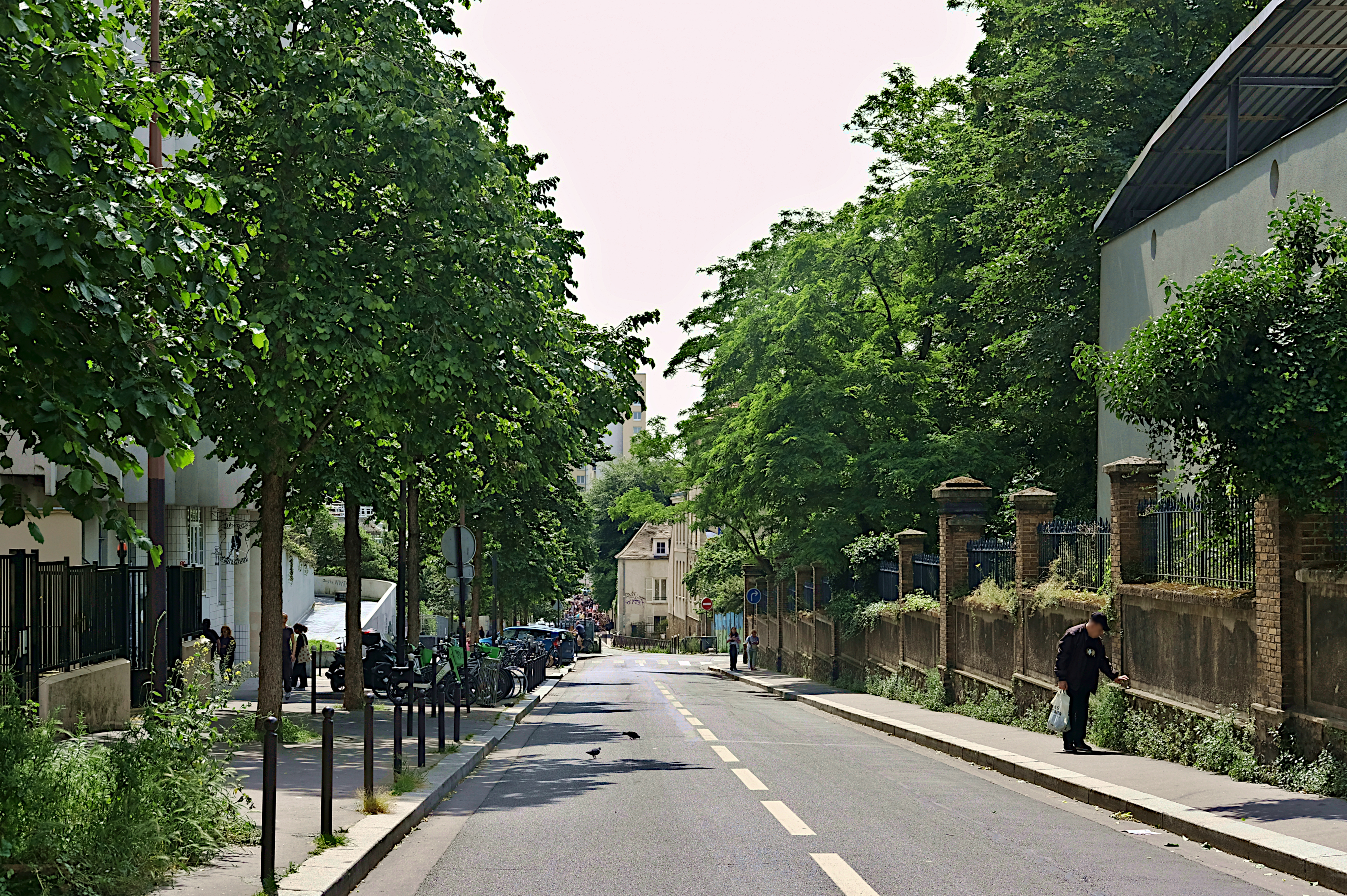
Vers la rue Srebrenica.

La rue Vitruve est accessible principalement par la ligne 9 du métro de Paris à la station Maraîchers, par la ligne 3 du métro de Paris à la station Porte de Bagnolet et par la ligne 2 du métro de Paris à la station Alexandre Dumas.

## Origine du nom
Elle porte le nom de l'architecte romain Vitruve (Ier siècle av. J.-C.).

## Historique
La partie située entre les actuels boulevard Davout et la rue Saint-Blaise est tracée sur le plan de Jouvin de Rochefort de 1672.
C'était une rue de l'ancien village de Charonne qui, en 1849, devint la « rue Aumaire » ; elle est attachée à la voirie parisienne par le décret du 23 mai 1863.
L'autre partie, de la rue Saint-Blaise à la place de la Réunion, se nommait précédemment « rue de l'École » et « rue des Écoles ». Rattachée à la voirie parisienne par le décret du 23 mai 1863 elle prend la dénomination de « rue Vitruve » par un décret du 24 août 1864.
L'ensemble est réuni sous la même dénomination par un arrêté du 3 septembre 1869.
La rue servait de délimitation de la ZAC Saint-Blaise.

## Bâtiments remarquables et lieux de mémoire
- Au no 33 se trouvait jadis la fonderie de cloches d'Édouard Biron, dont les magasins se trouvaient au 237, rue Saint-Martin.
- Au no 20 vécut au XIXe siècle le graveur François Adolphe Bruneau Audibran.
- C'est au no 50 de cette rue qu'est apposée une plaque commémorative à la mémoire de Barbara, auteur, compositeur, interprète (1930-1997)[2], qui vécut dans cet immeuble de 1946 à 1959.

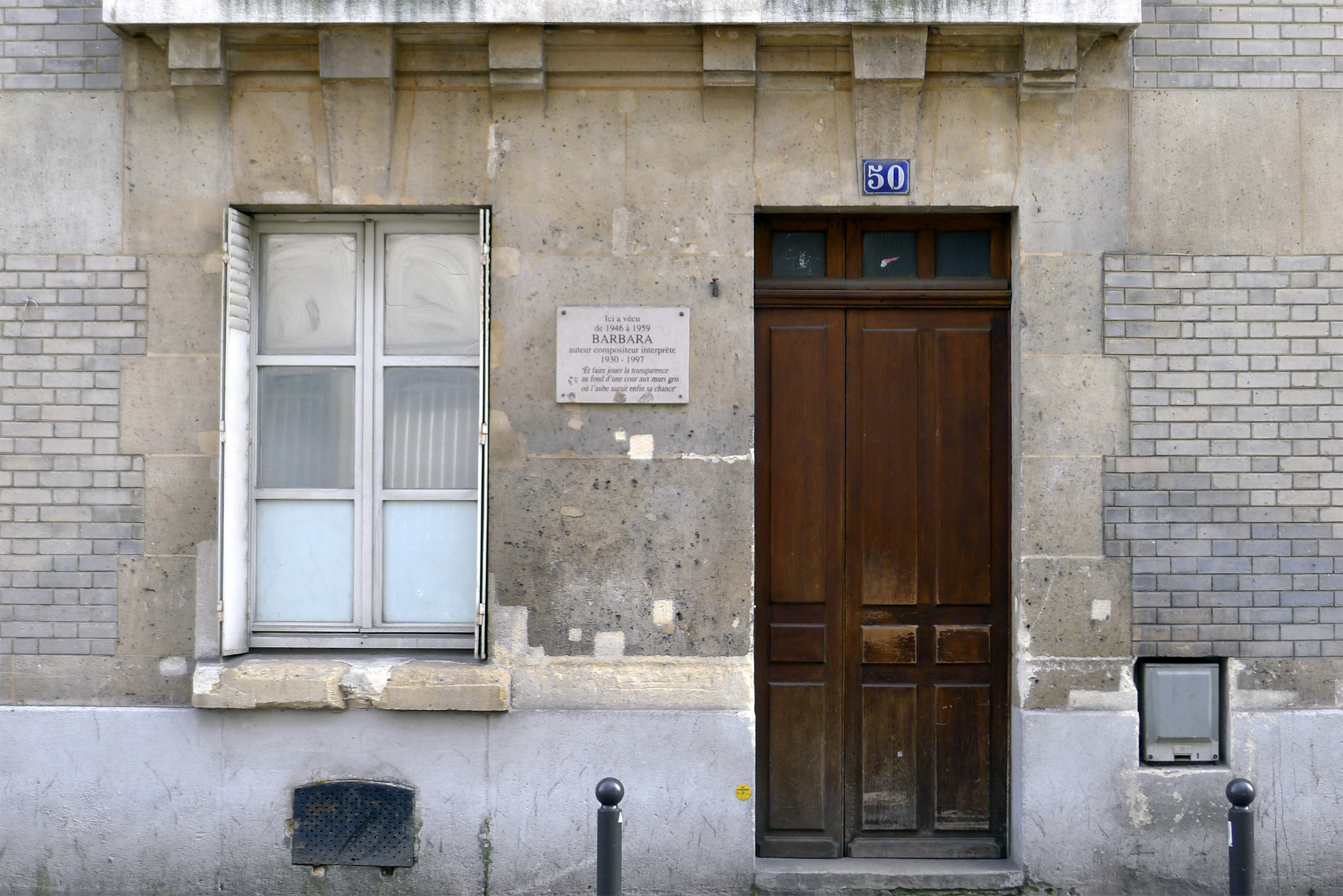
No 50 : maison habitée par Barbara.
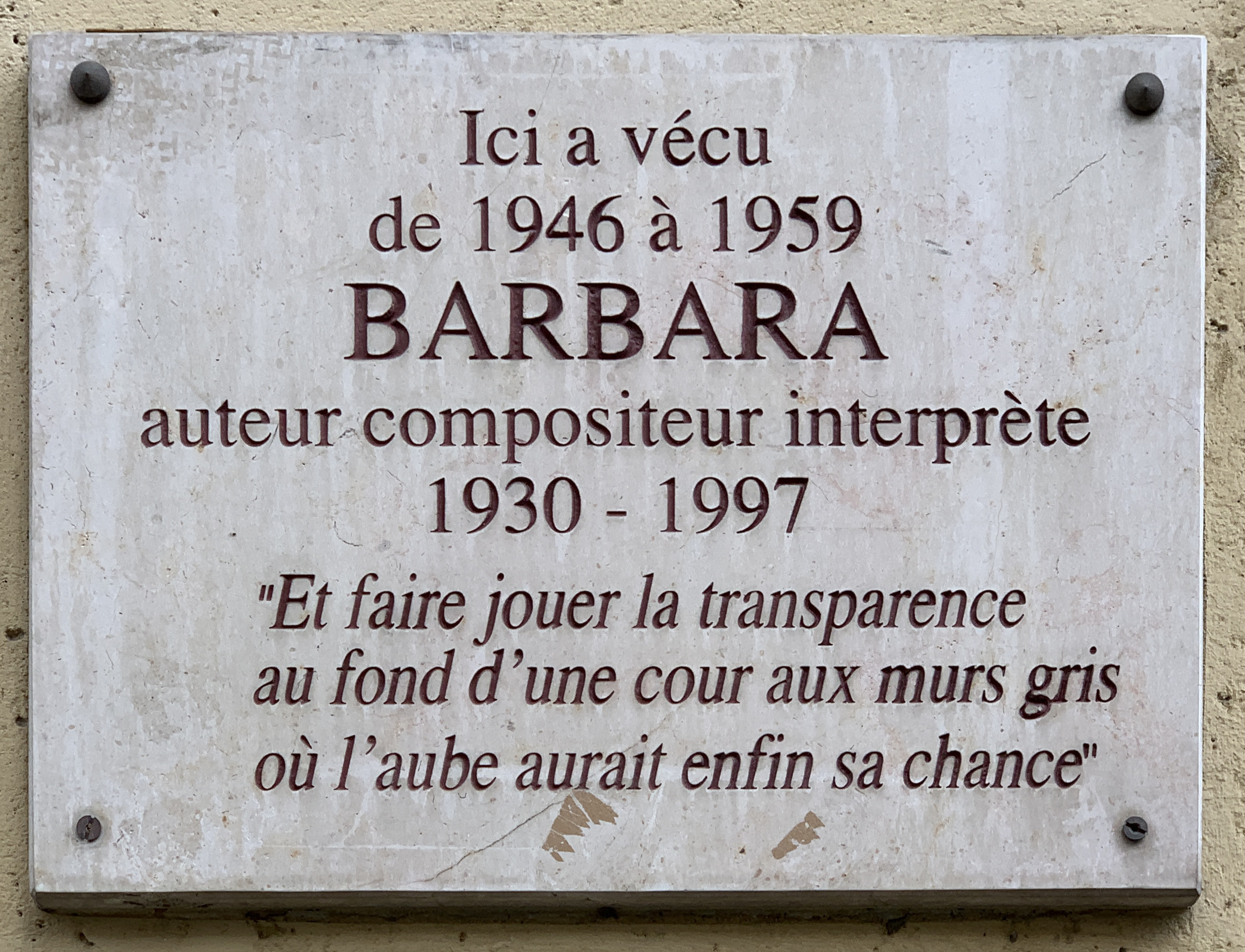
Plaque en hommage à la chanteuse Barbara au no 50.
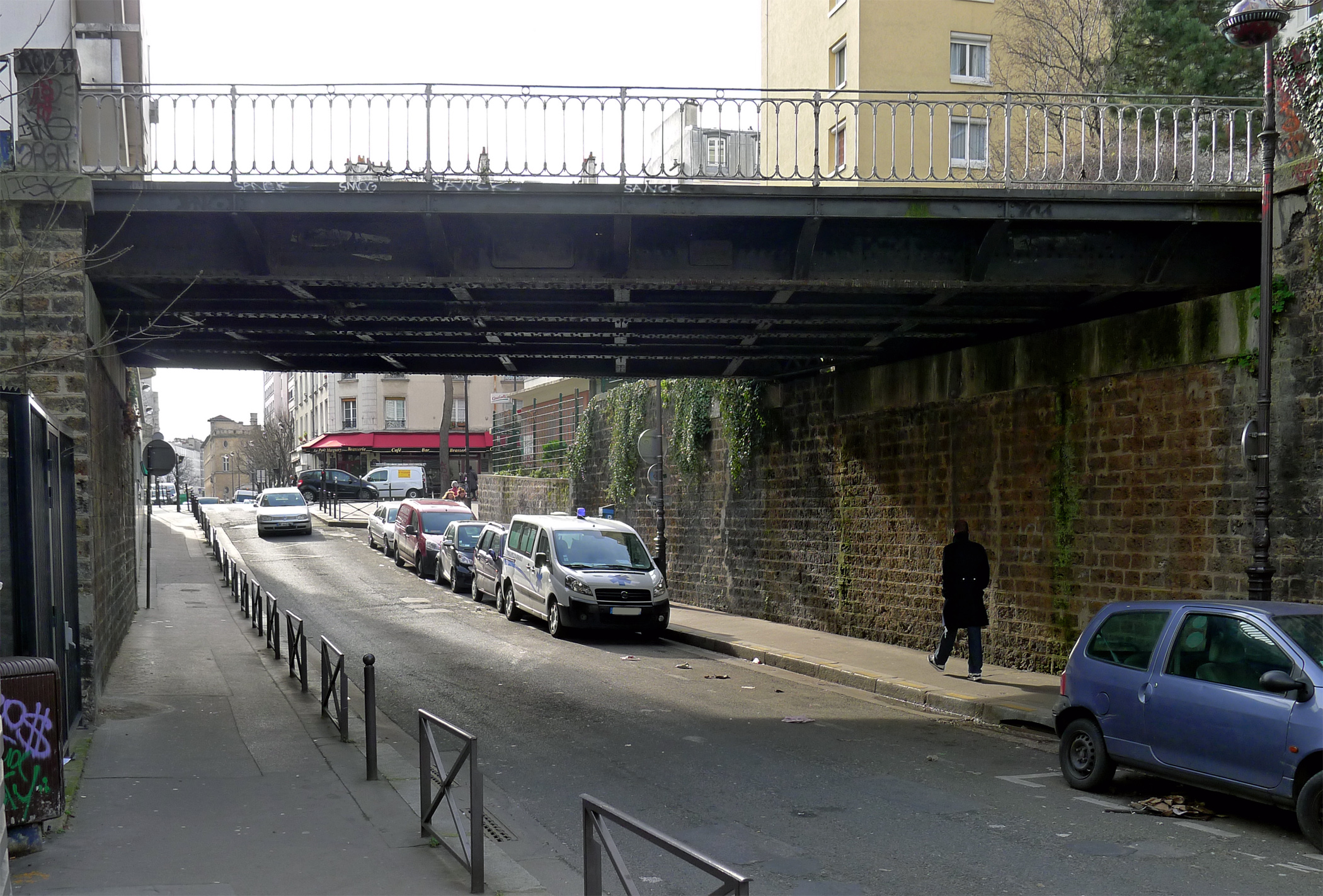
Pont de la ligne de Petite Ceinture franchissant la rue.